# Distretto di Köyceğiz
Il distretto di Köyceğiz (in turco Köyceğiz ilçesi) è uno dei distretti della provincia di Muğla, in Turchia.